# Сарухан (еялет)
Еялет або пашалик Сарухан або Сарухан-Каресійський еялет — адміністративно-територіальна одиниця Османської імперії. Існував у 1845—1847 роках. Утворився з частини еялетів айдин, Хюдавендігар (на теперішніх землях Туреччини).

## Історія
У XIV ст. утворився після занепаду Румського султанату зі столицею в Манісі утворився бейлік Сарухан. Його володарі вели тривалі війни проти Османської держави. Втім у 1405 році його було підкорено, перетворено на санджак у складі Анатолійського бейлербейства (згодом еялету).
У 1827 році в результаті реформування еялету Анатолія було утворено декілька менших провінцій. При цьому санджак Сарухан став частиною Айдинського еялету. У 1845 році утворено окремий Саруханський еялет. До нього додано санджак Каресі з еялету Хюдавендігар. Адміністративний центр розташовувався в Манісі. Першим та єдиним пашою був Хаджи-Ібрагім Саїб-паша. після його переведення на іншу посаду у 1847 році Сарухан втратив статус еялету й повернувся як санджак до еялету Айдин, а Каресі до Хюдавендігару.

## Структура
Еялет складався з 2 санджаків: Сарухан і Каресі.

## Економіка
Основу становило землеробство, частково ремесла з вироблення тканин, рибальство. Вирощували насамперед пшеницю, ячмінь, просо та жито.